# Pseudomyrmex nigropilosus
Pseudomyrmex nigropilosus es una especie de hormiga del género Pseudomyrmex, subfamilia Pseudomyrmecinae.

## Historia
Esta especie fue descrita científicamente por Emery en 1890.